# Ignazio Cazzaniga
Ignazio Cazzaniga (Sampierdarena, 31 agosto 1911 – Rapallo, 25 luglio 1974) è stato un filologo classico e latinista italiano.

## Biografia
Allievo di Luigi Castiglioni, iniziò la sua carriera di docente come insegnante di liceo a Monza. Ufficiale di complemento durante la Seconda guerra mondiale, dopo l'armistizio di Cassibile fu fatto prigioniero a Rodi e internato in un campo di concentramento in Germania.
Tornato in Italia, riprese l'insegnamento. Dal 1951 fu professore di Letteratura latina all'Università di Pisa, passando nel 1952 all'Università degli Studi di Milano, dove insegnò Letteratura latina e, dal 1957/58, anche (per affidamento) Filologia classica. Tenne la cattedra milanese di Letteratura latina fino alla morte, sopravvenuta per embolo post-operatorio. Nell'anno accademico 1952/1953 insegnò ancora alla Scuola Normale Superiore di Pisa, come successore diretto di Giorgio Pasquali. A partire dal 1966, anno dell'istituzione della seconda cattedra di Letteratura latina alla Statale, fu affiancato da Alberto Grilli, anch'egli allievo di Luigi Castiglioni.
A Milano diresse l'Istituto di Filologia classica e l'Istituto di Papirologia, proseguendo nella pubblicazione dei papiri della raccolta di Achille Vogliano. Fu socio corrispondente (1956-1965) e poi membro effettivo (1965-1974) dell'Istituto Lombardo di Scienze e Lettere, nonché componente del comitato direttivo della Association Internationale de Papyrologues (1971-1974). Diresse la collana "Testi e documenti per lo studio dell'Antichità" dell'Istituto Editoriale Cisalpino (Milano-Varese). Da giovane lavorò al Dizionario Bompiani delle Opere e dei Personaggi di tutti i tempi e di tutte le letterature e all'edizione delle Opere di Giacomo Leopardi firmata da Francesco Flora per Arnoldo Mondadori Editore. Ha lasciato numerosi allievi, fra i quali l'egittologa Edda Bresciani, da lui chiamata a riaprire gli scavi dell'Istituto di Papirologia dell'Università di Milano a Medinet Madi, nel Fayum, e Mario Geymonat, cui aveva affidato l'edizione critica delle opere di Virgilio (1973), aggiornamento e rifacimento di quella curata da Remigio Sabbadini (1850-1934) e Luigi Castiglioni, suoi predecessori presso l'Università degli Studi di Milano. Fu inoltre controrelatore delle tesi di laurea di Giuseppe Zanetto (relatore Dario Del Corno), fino al 2020 Ordinario di Letteratura Greca, e Luigi Lehnus (stesso relatore), fino al 2015 Ordinario di Filologia Classica, entrambi dell'Ateneo milanese.

## Attività di ricerca
Cazzaniga si occupò diffusamente di letteratura greca e latina, sia del periodo classico che tardoantico, con occasionali incursioni nelle letterature medievali in lingua latina e greca. Studiò Catullo, Ovidio, Apuleio, Virgilio, i Priapea, gli Epigrammata Bobiensia, Vibio Sequestre, Ammiano Marcellino, Stazio, Draconzio e Sant'Ambrogio sul versante latino, non trascurando la letteratura latina del Medioevo (note al testo del Liber glossarum; le agiografie di Braulione; saggi su Papia); Pindaro, Callimaco, Antonino Liberale, Nicandro (di cui studiò la tradizione manoscritta e progettava l'edizione critica nella serie «Testi e Documenti per lo studio dell'Antichità»), Partenio, Fileta, Nosside, Nonno di Panopoli sul fronte greco. Nei suoi ultimi anni aveva in progetto un'edizione critica, nei «Testi e Documenti» milanesi, della versione greca del Vangelo di Nicodemo, in collaborazione con il coptologo Tito Orlandi; dal catalogo preposto al vol. VI della stessa collana si rileva inoltre che il Cazzaniga aveva progettato una riedizione critica dell'agiografia di Sant'Emiliano scritta da Braulione. In gioventù si occupò, brevemente, anche di testi bizantini. Centrale fu inoltre l'attenzione per le scoperte papiracee: molti suoi contributi si occupano di papiri, sia di quelli custoditi nella stessa Università di Milano (della cui collana scientifica «Papiri della Università di Milano» = P.Mil.Vogliano fu direttore) sia di quelli editi (e non) custoditi in altre sedi.
Lascia una cospicua bibliografia, di circa 230 titoli, di cui sono stati ristampati quelli di interesse virgiliano. Fra gli altri suoi scritti si segnalano in particolare la Storia della Letteratura latina per la collana «Storia delle letterature di tutto il mondo», diretta da Antonio Viscardi (1962); edizioni critiche delle opere virginali di Sant'Ambrogio e dell'anonimo De lapsu Susannae; il saggio su Itis nella letteratura greca e romana, dedicato a problemi di mitologia greco-latina, con particolare riferimento alle Metamorfosi di Ovidio; l'edizione critica di Catullo (1951) e dei Carmina Ludicra Romanorum, dei Priapea e del Pervigilium Veneris (1959) per il Corpus Scriptorum Latinorum Paravianum, di Antonino Liberale (1962) per l'Istituto Editoriale Cisalpino. Con la pittrice Nanna Meda realizzò un'edizione illustrata degli epigrammi di Nosside e una dei carmina di Saffo, uscite postume; contribuì, come consulente filologico, all'edizione delle opere di Giacomo Leopardi curata da Francesco Flora.
Per tutta la vita coltivò la composizione letteraria in latino e in greco; non solo in ambito accademico (alcuni suoi articoli e tutte le prefazioni alle edizioni critiche sono in lingua latina), ma anche estemporaneo, come nel caso di un carme composto nel 1944 a Sandbostel, durante la prigionia come Internato Militare Italiano, e dedicato a un ignoto compagno di detenzione.

## Opere
Una prima bibliografia, ma non completa, è stata pubblicata da Massimo Gioseffi nel 1993, in vista della raccolta degli scripta minora del filologo genovese. Di seguito una selezione di titoli.

### Monografie

#### Corpus scriptorum Latinorum Paravianum
- Catulli Veronensis Liber, recognovit Egnatius C., Augustae Taurinorum, in aedibus Paraviae, 1941.
  -  Catulli Veronensis Liber, recognovit Egnatius C., 2ª ed., Augustae Taurinorum, in aedibus Paraviae, 1945.
  -  Catulli Veronensis Liber, recognovit Egnatius C., 3ª ed., Augustae Taurinorum, in aedibus Paraviae, 1956.
- Incerti auctoris «De lapsu Susannae» («De lapsu virginis consacratae»), ed. Egnatius C., Augustae Taurinorum, in aedibus Paraviae, 1948.
- S. Ambrosii Mediolanensis Episcopi de virginibus libri tres, ed. Egnatius C., Augustae Taurinorum, in aedibus Paraviae, 1948.
- S. Ambrosii Mediolanensis Episcopi de virginitate liber unus, ed. Egnatius C., Augustae Taurinorum, in aedibus Paraviae, 1954.
- Carmina ludicra Romanorum. Pervirgilium Veneris. Priapea, ed. Egnatius C., Augustae Taurinorum, in aedibus Paraviae, 1959.

#### Papiri della Università degli Studi di Milano (P. Mil. Vogliano)
- Papiri della Università degli Studi di Milano (P. Mil. Vogliano), ed. I. C., vol. 3, Milano - Varese, Istituto Editoriale Cisalpino, 1965.
- Papiri della Università degli Studi di Milano (P. Mil. Vogliano), ed. I. C., vol. 4, Milano - Varese, Istituto Editoriale Cisalpino, 1967.

#### Testi e documenti per lo studio dell'Antichità
- Antoninus Liberalis, Metamorphoseon Synagoge, ed. I. C., verborum indicem adiecit locupletissimum A. Crugnola, Milano - Varese, Istituto Editoriale Cisalpino, 1962.

#### Varî
- Note ambrosiane. Appunti intorno allo stile delle omelie virginali, Milano - Varese, Istituto Editoriale Cisalpino, 1948.
- La saga di Itis nella tradizione letteraria e mitografica greco-romana, in appendice: Osservazioni intorno alla composizione dello Hylas di Draconzio, 1: La tradizione letteraria e mitografica da Omero a Nonno Panopolitano, Milano - Varese, Istituto Editoriale Cisalpino, 1950.
- La tradizione manoscritta del «De lapsu Susannae» (con nuovo apparato critico), Augustae Taurinorum, in aedibus Paraviae, 1950.
- La saga di Itis nella tradizione letteraria e mitografica greco-romana, 2: L'episodio di Procne nel libro sesto delle Metamorfosi di Ovidio. Ricerche intorno alla tecnica poetica ovidiana, Milano - Varese, Istituto Editoriale Cisalpino, 1951.
- I. C., Storia della Letteratura Latina, Milano, Nuova Accademia Editrice, 1962.
  -  I. C. e Alberto Grilli, Storia della Letteratura Latina, 2ª ed., Milano, Nuova Accademia Editrice, 1969.
- Marcello Gigante e I. C. (a cura di), Nosside, collana Calabria classica 1, con sei disegni di Nanna Meda, s.l., Calabria/Cultura, 1977. (†)
- E. Lobel e D. L. Page (a cura di), Poetarum Lesbiorum fragmenta (Carminum Sapphicorum et Alcaicorum fragmenta), traduzione di I. C., illustrazioni di Nanna Medda, presentazione di Giovanni Pugliese Caratelli, Milano - Varese, Istituto Editoriale Cisalpino, 1978. (†)

### Articoli in periodici, saggi
- De Niobes Aeschyli fragmento nuper edito, in Rendiconti dell'Istituto Lombardo, NS 66, 1933,  pp. 843-52.
- Varia graeco-latina – I, in Rendiconti dell'Istituto Lombardo, vol. 72, 1939,  pp. 88-108.[29]
- Varia graeco-latina – III, in Rendiconti dell'Istituto Lombardo, vol. 75, 1942,  pp. 349-66.[30][31]
- Due codici ispanici del «De Lapsu Susannae». Contributo alla storia della tradizione manoscritta dell'omelia pseudoambrosiana, in Annali della Scuola Normale Superiore di Pisa, s. II, 21, 1952,  pp. 245-52.
- Saggio critico ed esegetico sul Pervirgilium Veneris, in Studi Classici ed Orientali, vol. 3, 1955,  pp. 47-101.[32]
- I codici Licofroniani e Nicandrei della Biblioteca Ambrosiana, in ACME, vol. 9, n. 2, 1956,  pp. 19-24.
- I. C., Anna Gianformaggio e Pier Angelo Ariatta, Collazione di manoscritti Nicandrei, in ACME, vol. 9, n. 3, 1956,  pp. 37-51.[33]
- I. C., Sestilla Fossati e Anna Carollo, Collazione di alcuni manoscritti di omelie ambrosiane, in ACME, vol. 9, n. 3, 1956,  pp. 53-74.[34]